# Arnaud e Jean-Marie Larrieu
Arnaud Larrieu (Lourdes, 31 marzo 1966) e 
  Jean-Marie Larrieu (Lourdes, 8 aprile 1965) sono due registi e sceneggiatori francesi.

## Biografia
I fratelli Larrieu si appassionano al cinema fin da giovanissimi. Il nonno girava film in 16 mm ad alta quota negli Alti Pirenei. Da adolescenti, i due registi hanno iniziato a girare in super-8. Dopo il conseguimento di una laurea in filosofia, i fratelli Larrieu hanno diretto dapprima dei cortometraggi, tra cui La Brèche de Roland, con Mathieu Amalric (Quinzaine des Réalisateurs 2000) e a seguire i lungometraggi: Un homme, un vrai (2003); Incontri d'amore, con Daniel Auteuil e Sabine Azéma, in concorso al Festival di Cannes 2005; Le Voyage aux Pyrénées (Quinzaine des Réalisateurs 2008); Les Derniers Jours du monde, tratto da due romanzi di Dominique Noguez; L'amour est un crime parfait, dal romanzo di Philippe Djian, con Mathieu Amalric; Vingt et une nuits avec Pattie, con Isabelle Carré, Karin Viard e André Dussollier, che è stato premiato come miglior sceneggiatura al Festival internazionale del cinema di San Sebastián.

## Filmografia
- Fin d'été (1999)
- Un homme, un vrai (2003)
- Incontri d'amore (Peindre ou faire l'amour) (2005)
- Le Voyage aux Pyrénées (2008)
- Les Derniers Jours du monde (2009)
- L'amour est un crime parfait (2013)
- Vingt et une nuits avec Pattie (2015)
- Tralala (2021)
- Le Roman de Jim (2024)